# Монгороро
Монгороро (фр. Mongororo) — деревня и супрефектура в Чаде, расположенная на территории региона Сила. Входит в состав департамента Кимити.

## Географическое положение
Деревня находится в юго-восточной части Чада, на берегу сезонно пересыхающей реки Бахр-Азум, вблизи государственной границы с Суданом, на высоте 556 метров над уровнем моря.
Монгороро расположен на расстоянии приблизительно 796 километров к востоку от столицы страны Нджамены.

## Население
По данным официальной переписи 2009 года численность населения Монгороро составляла 60 648 человек (30 236 мужчин и 30 412 женщин). Население супрефектуры по возрастному диапазону распределилось следующим образом: 40 % — жители младше 15 лет, 57 % — между 15 и 59 годами и 3 % — в возрасте 60 лет и старше.

## Транспорт
Ближайший аэропорт расположен в городе Дагеса.